# Biengarten (Höchstadt an der Aisch)
Biengarten ist ein Gemeindeteil der Stadt Höchstadt an der Aisch im Landkreis Erlangen-Höchstadt (Mittelfranken, Bayern). Die Gemarkung Biengarten hat eine Fläche von 2,470 km². Sie ist in 353 Flurstücke aufgeteilt, die eine durchschnittliche Flurstücksfläche von 6996,41 m² haben. In ihr liegt neben dem namensgebenden Ort der Gemeindeteil Mohrhof.

## Geografie
Das Dorf liegt am Herrnwiesengraben und ist von zahlreichen Weihern umgeben, die teilweise zu einem Naturschutzgebiet gehören. Größter Weiher der Biengartner Weiherplatte ist der Strichweiher mit 16 Hektar Wasserfläche. 0,5 km nördlich liegt der Bürgerwald. Dort erhebt sich der Weinberg und der Schwarzweiherbuckel (328 m ü. NHN). Eine Gemeindeverbindungsstraße verläuft nach Boxbrunn zur Staatsstraße 2263 (1,2 km westlich) bzw. nach Poppenwind (1,5 km nordöstlich), eine weitere verläuft zum Mohrhof (1,3 km südöstlich).

## Geschichte
Der Ort wurde 1303 im Würzburger Lehenbuch erstmals urkundlich erwähnt. Der Ortsname weist auf Bienenzucht hin. Der erste bekannte Lehnsnehmer der „villa Pingarten“ war der Reichsministeriale Herdegen von Gründlach. Ernst von Crailsheim kaufte 1558 den Weiler Biengarten von Hans Philipp von Seckendorff zu Adlitz. Bis 1706 war Biengarten im Besitz derer von Crailsheim.
Gegen Ende des 18. Jahrhunderts gab es in Biengarten 13 Anwesen (1 Hof, 2 Halbhöfe, 4 Sölden, 6 Häuser). Das Hochgericht übte das bambergische Centamt Höchstadt aus, was aber – 4 Häuser betreffend – vom brandenburg-bayreuthischen Kasten- und Jurisdiktionsamt Dachsbach strittig gemacht wurde. Die Dorf- und Gemeindeherrschaft sowie die Grundherrschaft über alle Anwesen hatte das Rittergut Neuhaus.
1810 kam Biengarten an das Königreich Bayern. Im Rahmen des Gemeindeedikts wurde der Ort dem 1811 gebildeten Steuerdistrikt Kairlindach und der 1813 gebildeten Ruralgemeinde Kairlindach zugeordnet. Mit dem Zweiten Gemeindeedikt (1818) wurde Biengarten in die neu gebildete Ruralgemeinde Boxbrunn umgemeindet. Am 22. Juli 1822 entstand die Ruralgemeinde Biengarten. Sie war in Verwaltung und Gerichtsbarkeit dem Landgericht Neustadt an der Aisch zugeordnet und in der Finanzverwaltung dem Rentamt Neustadt an der Aisch. In der freiwilligen Gerichtsbarkeit unterstanden in Biengarten ein Anwesen dem Patrimonialgericht Neuenbürg (bis 1835) und 16 Anwesen dem Patrimonialgericht Neuhaus (bis 1848). Am 12. Juli 1827 wurde die Gemeinde Biengarten dem Landgericht Herzogenaurach und dem Rentamt Erlangen zugewiesen, am 1. Oktober 1847 schließlich dem Rentamt Herzogenaurach. Ab 1862 gehörte Biengarten zum Bezirksamt Höchstadt an der Aisch (1939 in Landkreis Höchstadt an der Aisch umbenannt) und weiterhin zum Rentamt Herzogenaurach (1919 in Finanzamt Herzogenaurach umbenannt, seit 1929: Finanzamt Erlangen). Die Gerichtsbarkeit blieb beim Landgericht Herzogenaurach (1879 in das Amtsgericht Herzogenaurach umgewandelt), seit 1959 ist das Amtsgericht Erlangen zuständig. Die Gemeinde hatte eine Gebietsfläche von 2,289 km².
Von 1920 bis 1960 war Johann Grau Bürgermeister von Biengarten.
Am 1. Januar 1972 wurde Biengarten im Zuge der Gebietsreform in die Stadt Höchstadt an der Aisch eingegliedert.

### Einwohnerentwicklung
| Jahr      | 1818   | 1840   | 1852   | 1855   | 1861   | 1867   | 1871   | 1875   | 1880   | 1885   | 1890   | 1895   | 1900   | 1905   | 1910   | 1919   | 1925   | 1933   | 1939   | 1946   | 1950   | 1952   | 1961   | 1970   | 1987   | 2006 |
| Einwohner | 78     | 105    | 86     | 87     | 91     | 89     | 99     | 85     | 92     | 104    | 99     | 106    | 100    | 98     | 97     | 99     | 97     | 94     | 84     | 112    | 101    | 91     | 75     | 85     | 76     | 102  |
| Häuser    | 16     |        |        |        |        |        | 16     |        |        | 18     | 18     |        | 17     |        |        |        | 15     |        |        |        | 15     |        | 15     |        | 18     |      |
| Quelle    | [ 14 ] | [ 15 ] | [ 15 ] | [ 15 ] | [ 16 ] | [ 17 ] | [ 18 ] | [ 19 ] | [ 20 ] | [ 21 ] | [ 22 ] | [ 15 ] | [ 23 ] | [ 15 ] | [ 24 ] | [ 15 ] | [ 25 ] | [ 15 ] | [ 15 ] | [ 15 ] | [ 26 ] | [ 15 ] | [ 11 ] | [ 27 ] | [ 28 ] |      |

## Religion
Der Ort ist seit der Reformation evangelisch-lutherisch geprägt und nach St. Kilian (Kairlindach) gepfarrt. Die Einwohner römisch-katholischer Konfession sind nach St. Georg (Höchstadt an der Aisch) gepfarrt.

## Wanderwege
Durch den Ort verläuft der Fernwanderweg Rangau-Ostweg.

## Wirtschaft
In Biengarten wird Meerrettich angebaut und Karpfenzucht betrieben. Die Teichgenossenschaft Biengarten bewirtschaftet das gesamte Naturschutzgebiet.